# Czwarty gabinet Boba Hawke’a
Czwarty gabinet Boba Hawke’a – pięćdziesiąty ósmy gabinet federalny Australii, urzędujący od 4 kwietnia 1990 do 20 grudnia 1991 i tworzony samodzielnie przez Australijską Partię Pracy (ALP). Po raz pierwszy obok gabinetu i tzw. outer ministry, czyli grupy osób nie należących do gabinetu, lecz tytułowanych ministrami, powołano także tzw. sekretarzy parlamentarnych. Była to nowa, zaczerpnięta z Wielkiej Brytanii, najniższa ranga członków rządu. 

## Okoliczności powstania i dymisji
Gabinet powstał po wyborach parlamentarnych z 1990, w których rządząca od 1983 ALP po raz kolejny utrzymała władzę. W grudniu 1991 doszło do nadzwyczajnych wyborów lidera Partii Pracy, w których premier Bob Hawke został pokonany przez swojego byłego zastępcę Paula Keatinga, który następnie utworzył swój pierwszy gabinet. 

## Skład
| stanowisko | osoba             | od              | do              |
| --- | ----------------- | --------------- | --------------- |
| premier | Bob Hawke         | 4 kwietnia 1990 | 20 grudnia 1991 |
| wicepremier                                                                                                   | Paul Keating      | 4 kwietnia 1990 | 3 czerwca 1991  |
| wicepremier                                                                                                   | Brian Howe        | 3 czerwca 1991  | 20 grudnia 1991 |
| minister skarbu                                                                                               | Paul Keating      | 4 kwietnia 1990 | 3 czerwca 1991  |
| minister skarbu                                                                                               | Bob Hawke         | 3 czerwca 1991  | 4 czerwca 1991  |
| minister skarbu                                                                                               | John Kerin        | 4 czerwca 1991  | 9 grudnia 1991  |
| minister skarbu                                                                                               | Ralph Willis      | 9 grudnia 1991  | 20 grudnia 1991 |
| minister wspierający premiera w kwestiach relacji rządu federalnego i rządów stanowych                        | Paul Keating      | 4 kwietnia 1990 | 3 czerwca 1991  |
| minister wspierający premiera w kwestiach relacji rządu federalnego i rządów stanowych                        | Brian Howe        | 3 czerwca 1991  | 20 grudnia 1991 |
| minister przemysłu, technologii i gospodarki                                                                  | John Button       | 4 kwietnia 1990 | 20 grudnia 1991 |
| minister spraw zagranicznych i handlu                                                                         | Gareth Evans      | 4 kwietnia 1990 | 20 grudnia 1991 |
| minister ds. negocjacji handlowych (od 1 lutego 1991 minister handlu i rozwoju zagranicznego)                 | Neal Blewett      | 4 kwietnia 1990 | 20 grudnia 1991 |
| wiceminister przemysłu, gospodarki i technologii (w randze członka gabinetu)                                  | Neal Blewett      | 4 kwietnia 1990 | 20 grudnia 1991 |
| wiceminister przemysłu podstawowego i energii (w randze członka gabinetu)                                     | Neal Blewett      | 4 kwietnia 1990 | 20 grudnia 1991 |
| minister finansów                                                                                             | Ralph Willis      | 4 kwietnia 1990 | 9 grudnia 1991  |
| minister finansów                                                                                             | Kim Beazley       | 9 grudnia 1991  | 20 grudnia 1991 |
| prokurator generalny                                                                                          | Michael Duffy     | 4 kwietnia 1990 | 20 grudnia 1991 |
| minister zatrudnienia, edukacji i szkoleń                                                                     | John Dawkins      | 4 kwietnia 1990 | 20 grudnia 1991 |
| minister transportu i komunikacji                                                                             | Kim Beazley       | 4 kwietnia 1990 | 9 grudnia 1991  |
| minister transportu i komunikacji                                                                             | John Kerin        | 9 grudnia 1991  | 20 grudnia 1991 |
| wiceprzewodniczący Federalnej Rady Wykonawczej                                                                | Kim Beazley       | 4 kwietnia 1990 | 1 lutego 1991   |
| wiceprzewodniczący Federalnej Rady Wykonawczej                                                                | Graham Richardson | 1 lutego 1991   | 20 grudnia 1991 |
| minister przemysłu podstawowego i energii                                                                     | John Kerin        | 4 kwietnia 1990 | 4 czerwca 1991  |
| minister przemysłu podstawowego i energii                                                                     | Simon Crean       | 4 czerwca 1991  | 20 grudnia 1991 |
| minister służb społecznych i zdrowia (od 7 czerwca 1991 minister zdrowia, mieszkalnictwa i służb społecznych) | Brian Howe        | 4 kwietnia 1990 | 20 grudnia 1991 |
| minister wspierający premiera w kwestiach sprawiedliwości społecznej                                          | Brian Howe        | 4 kwietnia 1990 | 20 grudnia 1991 |
| minister zabezpieczenia społecznego                                                                           | Graham Richardson | 4 kwietnia 1990 | 20 grudnia 1991 |
| minister obrony                                                                                               | Robert Ray        | 4 kwietnia 1990 | 20 grudnia 1991 |
| minister imigracji, samorządów lokalnych i spraw narodowościowych                                             | Gerry Hand        | 4 kwietnia 1990 | 20 grudnia 1991 |
| minister wspierający premiera w kwestiach wielokulturowości                                                   | Gerry Hand        | 4 kwietnia 1990 | 20 grudnia 1991 |
| minister sztuki, sportu, środowiska, turystyki i terytoriów                                                   | Ros Kelly         | 4 kwietnia 1990 | 20 grudnia 1991 |
| minister ds. warunków zatrudnienia                                                                            | Peter Cook        | 4 kwietnia 1990 | 20 grudnia 1991 |
| minister wspierający premiera w kwestiach służby cywilnej                                                     | Peter Cook        | 4 kwietnia 1990 | 20 grudnia 1991 |
| minister służb administracyjnych                                                                              | Nick Bolkus       | 4 kwietnia 1990 | 20 grudnia 1991 |